# Орхус (футбольный клуб)
«О́рхус» (дат. Aarhus Gymnastikforening) — датский профессиональный футбольный клуб из одноимённого города. На данный момент выступает в датской Суперлиге.

## История

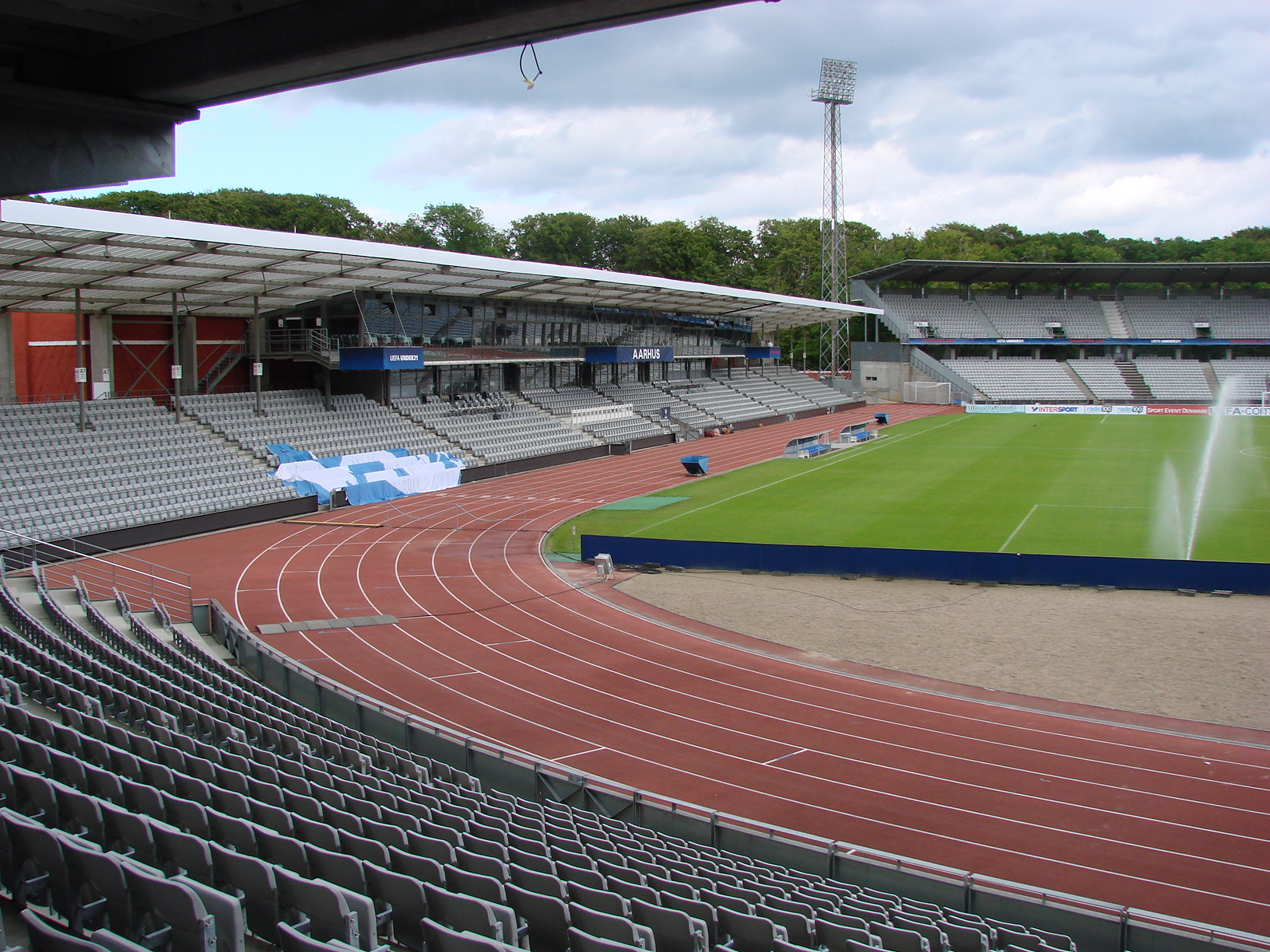
Стадион «Церес Парк»

Один из старейших и наиболее успешных клубов Дании образован 26 сентября 1880 года. Провёл 65 сезонов в высших лигах чемпионата Дании. Дошёл до четвертьфинала Кубка европейских чемпионов 1960/61, в четвертьфинале уступив будущему обладателю трофея лиссабонской «Бенфике» с общим счётом по сумме двух матчей 2:7. Также дошёл до четвертьфинала Кубка обладателей кубков 1988/89, проиграл 0:1 «Барселоне», которая также выиграла турнир. В 2006 году выбыл в Первый дивизион, но уже через год вернулся в Суперлигу.

## Достижения
- Чемпион Дании (5): 1954/55, 1955/56, 1956/57, 1960, 1986
- Обладатель Кубка Дании (9): 1955, 1957, 1960, 1961, 1965, 1987, 1988, 1992, 1996
- Итого: 14 трофеев

## Еврокубки
Кубок Интертото: (1) 1981